# Деболовская (станция)
Деболо́вская — железнодорожная станция Александровского направления Северной железной дороги, расположенная в селе Деболовском Ярославской области.
На станции имеются низкая боковая платформа и касса для продажи билетов на пригородные поезда.
На станции останавливаются все электропоезда, идущие на Рязанцево и Александров.